# Allograpta saussurii
Allograpta saussurii är en tvåvingeart som först beskrevs av Giglio-tos 1892.  Allograpta saussurii ingår i släktet Allograpta och familjen blomflugor. Inga underarter finns listade i Catalogue of Life.